# Vural Bayazıt
Vural Bayazıt (* 1934 in Afyonkarahisar; † 1. Februar 2020 in İstanbul) war ein türkischer Admiral, der zuletzt von 1992 bis 1995 Oberkommandierender der Marine (Türk Deniz Kuvvetleri) war.

## Leben
Nach dem Schulbesuch absolvierte Bayazıt die Marineschule (Deniz Harp Okulu), die er 1953 abschloss. Im Anschluss war er als Offizier auf verschiedenen Kriegsschiffen sowie Marineeinheiten eingesetzt, ehe er die Marineakademie (Deniz Harp Akademisi) besuchte, die er 1964 abschloss. Nachdem er Erster Offizier sowie Kommandant eines Zerstörers war, fungierte er zwischen 1968 und 1970 als Marineattaché an der Botschaft in Ägypten. 1971 wurde er Kommodore der Zerstörerverbände im Oberkommando der Marine und danach Chef des Stabes der Kriegsschiffverbände.
1976 erfolgte seine Beförderung zum Flottillenadmiral und Ernennung zum Befehlshaber des Regionalkommandos Mittelmeer (Akdeniz Bölge Komutanlığı) sowie im Anschluss zum Leiter der Personalabteilung im Oberkommando der Marine, ehe er stellvertretender Leiter der Planungsabteilung im Kommando der Alliierten Seestreitkräfte Südeuropa (NAVSOUTH) der NATO in Nisida war.
Nach seiner Beförderung zum Konteradmiral am 30. August 1980 wurde Bayazıt Befehlshaber der Minenlegerverbände (Mayın Filosu Komutanlığ) und war anschließend Kommandant des Marinestützpunktes Gölcük. Nachdem er anschließend Leiter der Operationsabteilung im Oberkommando der Marine war, wurde er Befehlshaber des Marineausbildungskommandos. Am 30. August 1984 erfolgte seine Beförderung zum Vizeadmiral. Als solcher wurde er zunächst Leiter der Nachrichtendienstabteilung im Generalstab der Türkei und war im Anschluss Oberbefehlshaber des Marinekommandos Nord (Kuzey Deniz Saha Komutanlığı) in Istanbul, das unter anderem für Marmarameer, Schwarzes Meer, Bosporus und Dardanellen zuständig ist.
Am 30. August 1989 wurde Bayazıt zum Admiral befördert sowie zum Kommandeur der Militärakademie (Harp Akademisi) ernannt, ehe er zwischen 1990 und 1992 zum Oberbefehlshaber des Flottenkommandos (Donanma Komutanlığı) im Marinestützpunkt Gölcük ernannt wurde, zu dem unter anderem die Minenleger-, U-Boot-, Sturmboot-, Minenabwehrfahrzeug-, Logistikunterstützungs- und Marinefliegerverbände gehören.
Zuletzt wurde Admiral Bayazıt am 20. August 1992 als Nachfolger von Admiral İrfan Tınaz neuer Oberkommandierender der Marine und bekleidete diesen Posten bis zu seiner Ablösung durch Admiral Güven Erkaya am 18. August 1995. Im Anschluss wurde er nach seinem Eintritt in den Ruhestand Vorstandsmitglied der Etibank.